# Caenagnathus
Caenagnathus („současná čelist“) byl rod teropodního oviraptorosaurního dinosaura, žijícího na území Severní Ameriky (provincie Alberta v Kanadě) v období pozdní křídy (geologický věk kampán, asi před 75 miliony let). Fosilie velmi podobných zástupců této skupiny byly objeveny ještě v podstatně mladších sedimentech geologického souvrství Scollard o stáří asi 67 až 66 milionů let.

## Objev a popis
Fosilie tohoto dinosaura v podobě čelistních kostí (dnes s katalogovým označením CMN 8776) byly objeveny v roce 1936 a o čtyři roky později popsány Raymondem McKee Sternbergem pod vědeckým jménem Caenagnathus collinsi. Zpočátku však byly považovány za fosilie jakéhosi křídového praptáka. Následující historie je poměrně složitá. V únoru roku 2020 byla publikována vědecká studie o novém fosilním materiálu druhu Chirostenotes pergracilis, objeveném v sedimentech geologického souvrství Dinosaur park na území kanadské provincie Alberty. Tvar dochovaných čelistích kostí dokládá, že tento druh byl pravděpodobně odlišný od druhu Caenagnathus collinsi. Dnes jsou za nejbližší příbuzné tohoto druhu považovány rody Anzu, Leptorhynchos, Caenagnathasia a Citipes.

## Rozměry
Zaživa byl tento dinosaurus dlouhý asi 2 metry a vážil několik desítek kilogramů.. Podle jiných odhadů dosahoval délky asi 2,5 metru a hmotnosti kolem 100 kilogramů. Podle jiných odhadů byla maximální hmotnost tohoto dinosaura asi 96 kilogramů.